# نامق یوسف‌اف
نامق یوسف‌اف (انگلیسی: Namiq Yusifov؛ زادهٔ ۱۴ اوت ۱۹۸۶) بازیکن فوتبال اهل جمهوری آذربایجان است.
از باشگاه‌هایی که در آن بازی کرده‌است می‌توان به باشگاه فوتبال نفتچی باکو، باشگاه فوتبال شفای باکو، و باشگاه فوتبال قره‌باغ اشاره کرد.
وی همچنین در تیم ملی فوتبال زیر ۲۱ سال جمهوری آذربایجان بازی کرده‌است.